# Ортин, Михаил Фёдорович
Михаи́л Фёдорович О́ртин (19 ноября 1880, Елабуга, Елабужский уезд, Вятская губерния, Российская империя — 8 сентября 1958, Свердловск) — российский и советский учёный, один из основоположников школы обогащения полезных ископаемых на Урале. Основатель, первый директор и научный руководитель научного института «Уралмеханобр», профессор Свердловского горного института, в котором много лет заведовал кафедрой обогащения полезных ископаемых. Член Уральского общества любителей естествознания (с 1922 года) и Американского института горных инженеров (с 1917 года).

## Семья и учёба
Родился в мещанской семье «среднего достатка». Его отец был служащим городской управы. Фамилия «Ортин» происходит от слова «орта», означающего подземную рудную работу.
В 1899 году окончил Елабужское реальное училище и поступил в Санкт-Петербургский технологический институт, откуда был исключён в 1902 году за «участие в студенческих волнениях и демонстрациях». В 1904 году был восстановлен в вузе и окончил институт с отличием в 1907 году, получив звание инженера-технолога.

## На Урале
После окончания института приехал на Урал, где заведовал механическими цехами сначала Юрюзань-Ивановского, а затем Катав-Ивановского заводов. В 1908 году перешёл в товарищество «Благодатных рудников наследников А. Ф. Поклевского-Козелл», где заведовал медеплавильным заводом и обогатительной фабрикой. На тот момент горные предприятия Поклевских-Козелл находились в крайне тяжёлом состоянии и после длительного конкурсного управления в январе 1907 года были взяты в казну. В 1911 году завод закрылся, и Ортину пришлось уехать в Германию, где он изучал работу лабораторий высших учебных заведений.

## В Варшавском (Нижегородском) политехническом институте (1911—1918 годы)
В конце 1911 года Ортин получил место старшего лаборанта кафедры металлургии цветных металлов Варшавского политехнического института. В 1912 году он стал преподавателем, а в 1913 году доцентом кафедры этого института. В 1913—1915 годах Ортин от кафедры прослушал ряд курсов в вузах (Массачусетский технологический институт, Голденская горная школа (Колорадо) и Калифорнийский университет) и провёл исследования на горных и горнообогатительных предприятиях США. В Массачусетском технологическом университете провёл ряд исследований обогащения медных руд под руководством профессора Р. Ричардса.
Начавшаяся Первая мировая война и поражения русской армии привели к эвакуации в 1915 году Варшавского политехнического института в Нижний Новгород, где он был преобразован в Нижегородский политехнический институт. Вместе с вузом в Москву, а затем в Нижний Новгород выехал Ортин. Однако преподавал он недолго — вскоре Ортина вновь командировали в США в качестве инспектора по качеству артиллерийской латуни Главной артиллерийской заготовительной комиссии.

## Советский период

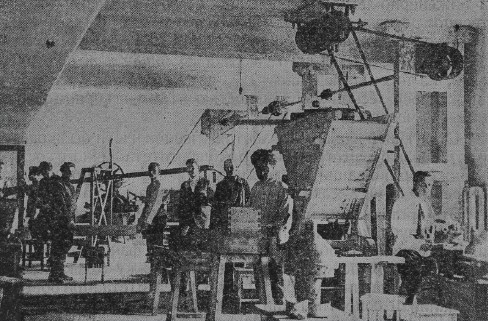
Лаборатория механического обогащения горного факультета Уральского государственного университета. Фото опубликовано в 1923 году

В Гражданскую войну Ортин работал в земской управе Стерлитамака, а затем на военном заводе в Омске. После отступления белых частей из Омска Ортин некоторое время служил консультантом горного отдела Сибирского совета народного хозяйства, а в 1921 году перебрался в Екатеринбург. На Урале Михаил Ортин стал в 1921 году профессором кафедры обогащения полезных ископаемых Уральского горного института. В справочнике Екатеринбурга за 1922 год профессор Ортин значится как заведующий лабораторией обогащения полезных ископаемых горного факультета Уральского государственного университета. В 1922 году горный институт включён в состав Уральского государственного университета (в 1925 году переименован в Уральский политехнический институт), где Ортин стал заведующим кафедрой обогащения полезных ископаемых. В 1930 году кафедра обогащения полезных ископаемых включена в состав восстановленного Свердловского горного института. На посту заведующего кафедрой обогащения полезных ископаемых Ортин оставался до 1954 года, когда перешёл на должность профессора этой же кафедры.
Уже в 1921 году провёл исследования по флотации бедных руд Пышминского месторождения и в 1921—1924 годах работал над оборудованием лаборатории механического обогащения полезных ископаемых при своей кафедре.
В 1924 году командирован в Швецию для изучения новейших методов магнитного обогащения и агломерации магнитных шлихов. Вернувшись, он стал одним из главных консультантов при создании Гороблагодатского горно-обогатительного комплекса, руководил исследованиями по обогащению руд гор Благодать, Высокой и Магнитной. С 1925 года руководил работами по обогащению кизеловских углей. Благодаря Ортину была решена проблема обогащения этих углей с целью их использования для коксования.
С 1926 года изучал обогатимость руд Кусинского, Качканарского и Первоуральского месторождений.
В 1927—1928 годах в составе комиссии ВСНХ командирован в Германию и США для изучения опыта флотационного обогащения руд. После возвращения он консультировал создание первых флотационных фабрик Урала (в Красноуральске и в Среднеуральске), разработал проекты фабрик для обогащения хромитовых руд в Верх-Нейвинске и тальковых руд в Миассе, а также консультировал проект асбестообогатительной фабрики «Гигант № 2».
В 1929 году по инициативе Ортина в Свердловске был открыт институт «Уралмеханобр». Ортин стал его первым директором, но в 1930 году перешёл на пост заместителя директора института по научной работе. В 1939 году Ортин был кандидатом технических наук и профессором. В своей статье в «Уральском рабочем» в 1939 году Ортин высоко оценивал условия развития науки в СССР, сообщив, что «Советский Союз — это обетованная земля науки».

М. Ф. Ортин среди сотрудников лаборатории обогащения руд редких и благородных металлов, которой он руководил в 1941—1958 годах

В 1941 году стал начальником лаборатории обогащения руд редких и благородных металлов в «Уралмеханобре» (пробыл в этой должности до смерти). В 1940—1941 годах вышли два документа, которые требовали увеличения производства кобальта: постановление СНК СССР и ЦК ВКП(б) «Об увеличении производства кобальта» от 6 декабря 1940 года и постановление бюро Свердловского обкома ВКП(б) от 11 января 1941 года. Ортин стал научным руководителем исследования Елизаветинского месторождения, где научно-исследовательская работа по выявлению кобальта велась под его руководством с июля по декабрь 1941 года. Также Ортин изучал на предмет выявления кобальта другие месторождения — Уктусское, Ново-Ивановское и Осинское.
В 1942 году без защиты диссертации получил учёную степень доктора технических наук, а также звание профессора. Советские власти не всегда спешили давать Ортину награды. Например, по инициативе Ортина провели работу по получению сульфидных кобальтовых концентратов из руд Пышминского месторождения. В 1943 году старший инженер «Механобра» С. И. Кропанев (совместно с другими исследователями) был награждён Сталинской премией второй степени за эту работу, однако Ортина в списке награждённых не было. В 1947 году Ортин был представлен к званию «Заслуженный деятель науки и техники РСФСР», но в итоге награждён не был.
С «Уралмеханобром» Ортин был связан очень тесно — с 1930 года и до своей смерти он проживал в квартире, расположенной в здании этого института. В опубликованном в начале 1941 года довоенном телефонном справочнике Свердловска значится абонент М. Ф. Ортин, проживавший по адресу: Свердловск, улица Народной воли, 39 (в этом же здании согласно справочнику тогда находился «Уралмеханобр»).
Также входил в различные совещательные органы при государственных учреждениях. На 1946 год он являлся членом Технического совета Народного комиссариата цветной металлургии СССР, членом Учёного совета Института металлургии АН СССР и членом учёного совета Горно-металлургического института Уральского филиала АН СССР.
Умер 8 сентября 1958 года в Свердловске, похоронен на Ивановском кладбище.

Могила на Ивановском кладбище Екатеринбурга

## Семья
Жена — Е. И. Полторацкая.

## Членство в научных и профессиональных обществах
В 1917 году Ортин был избран членом Американского института горных инженеров. В 1922 году вступил в Уральское общество любителей естествознания по рекомендации президента общества М. О. Клера и профессора горного института С. М. Бучельникова.

## Награды и звания
- Доктор технических наук (1942)[12].
- Профессор (1942)[12].
- Горный генеральный директор 3-го ранга (1948)[12].
- Знак «Отличник социалистического соревнования» Народного комиссариата цветной металлургии СССР (1940)[16].
- Орден Ленина (1942)[12].
- Медаль «За доблестный труд в Великой Отечественной войне 1941—1945 гг.»[9].
- Знак «Отличник угольной промышленности» (1945)[16].
- Знак «Отличник угольной промышленности восточного района» (1946)[16].

## Основные работы
Всего Михаил Ортин опубликовал более 100 работ. Кроме того, он оставил неизданное «Жизнеописание профессора Михаила Фёдоровича Ортина» (1930 год)
- О механической обработке руд и о преподавании её в высших технических школах. — Пг.: Тип-я Р. Г. Шредера, 1915. — 46 с.
- Механическое обогащение руд. 2-е изд-е, перераб. — М.: ОНТИ, Свердловск: Уральский рабочий, 1937. — 600 с.
- Основные направления в методике обогащения марганцевых руд Урала. — М.: ОНТИ, Свердловск: Уральский рабочий, 1937. — 32 с.
- Ортин М.Ф, Ратеев М. А., Кокоуров И. Д. Получение полевого шпата из пегматитов методом флотации (Лабораторное исследование). — М.: ОНТИ; Свердловск: Уральский рабочий, 1937. — 32 с.
- Квасков А. П., Суворов Ф. С. Практика агломерации железных руд в СССР / Под ред. проф. М. Ф. Ортина. — М.: ОНТИ; Свердловск: Уральский рабочий, 1938. — 58 с.
- Бучельников С. М. Классификация железных руд Урала, как основа их стандартизации / Под ред. проф. М. Ф. Ортина. — М.: ОНТИ; Свердловск: Тип-я треста «Полиграфкнига», 1938. — 48 с.